# Alberto Botía
Alberto Tomás Botía Rabasco, mais conhecido como Alberto Botía (Múrcia, 27 de janeiro de 1989), é um futebolista espanhol que atua como zagueiro. Atualmente, joga pela A.E. Kifisia, da Grécia.

## Carreira
Com apenas oito anos de idade, Alberto Botía começou a jogar nas categorias de base do Beniel, logo depois juntando-se aos vizinhos do Murcia, e permanecendo lá por três anos. Em 2003, mudou-se para o FC Barcelona B, por mais três temporadas. Em 30 de maio de 2009, ele fez sua estréia oficial com o plantel principal, entrando no segundo tempo substituindo Gerard Piqué no útlimo jogo da temporada, no empate em 1 a 1 fora de casa contra o Deportivo La Coruña.
No dia 14 de julho de 2009 foi anunciado o empréstimo de Botía ao adversário de La Liga Sporting de Gijón, por uma temporada. Uma temporada indiscutível ao longo de sua primeira participação no alto nível do futebol espanhol, rendeu a Botía uma renovação de contrato de 4 anos com o clube das Astúrias, tendo o Barcelona mantendo a cláusula de recompra para os três primeiros anos.

## Seleção Espanhola

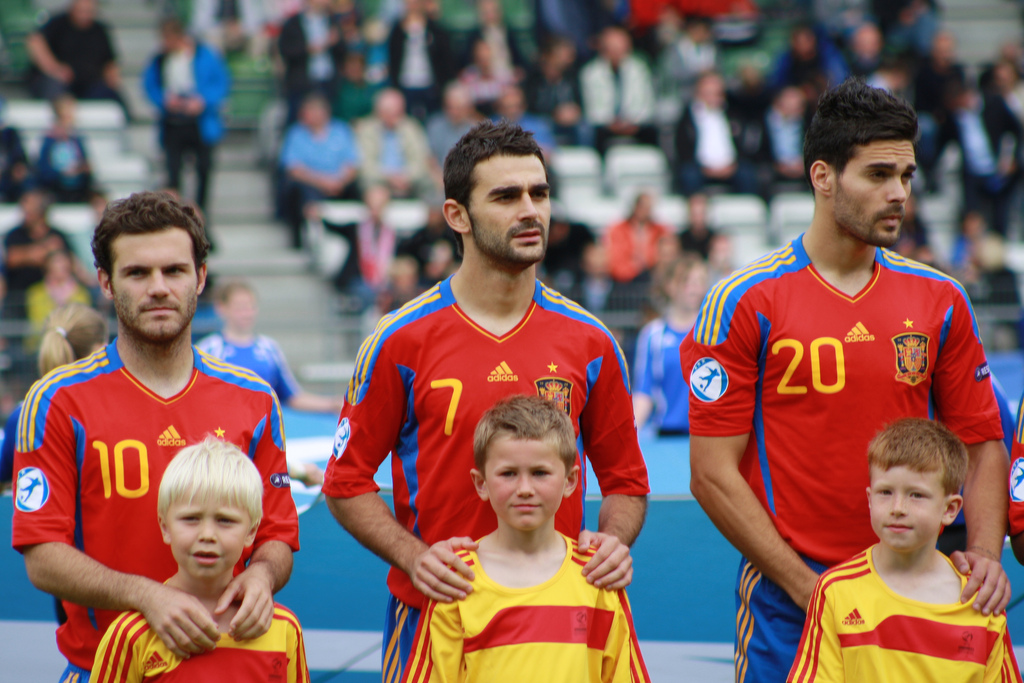
Juan Mata (esquerda), Adrián López (centro) e Botía, jogando pela Seleção Espanhola Sub-21.

Em 7 de fevereiro de 2007, Botía foi convocado pela Seleção Espanhola de Futebol Sub-19, para a disputa do "XXXIII International Atlantic Cup". Quase exatamente dois anos depois, ele recebeu sua primeira convocação para a Seleção Sub-21, para um amistoso com a Noruega.
Em 25 de agosto de 2011, Botía foi selecionado pela primeira vez para a equipe principal, o treinador Vicente del Bosque convocou ele para os jogos contra Chile e Liechtenstein.

## Títulos

### Clubes
Barcelona
- La Liga: 2008–09
- Copa del Rey: 2008–09
- Liga dos Campeões da UEFA: 2008–09

Olympiakos
- Superleague Grega (3): 2014-2015, 2015-2016, 2016-2017

### Seleção
Espanha Sub-20
- Jogos do Mediterrâneo: 2009[5]

Espanha Sub-21
- Campeonato Europeu de Futebol Sub-21: 2011